# Windows Media Audio
Windows Media Audio — лицензируемый формат файла, разработанный компанией Microsoft для хранения и трансляции аудиоинформации.
Изначально формат WMA рекламировался как альтернатива MP3, но на сегодняшний день Apple противопоставляет ему формат AAC (используется в популярном онлайновом музыкальном магазине iTunes).
Номинально формат WMA характеризуется хорошей способностью сжатия, что позволяет ему «обходить» формат MP3 и конкурировать по параметрам с форматами Ogg Vorbis и AAC.
Файл WMA, сконвертируемый в двухпроходном режиме из lossless источника, в отличие от других lossy файлов, не страдает клиппингом.
Большинство портативных аудиопроигрывателей поддерживает формат WMA наряду с MP3. Данный формат очень плохо поддерживается на альтернативных платформах (вследствие его закрытости).
Microsoft включила в WMA поддержку цифровой системы управления авторскими правами (DRM) (система защиты). Основным следствием её является невозможность прослушивать защищённые композиции на других компьютерах, кроме того, на котором композиция была загружена из музыкального магазина.
В последних версиях формата, начиная с Windows Media Audio 9.1, предусмотрено кодирование без потери качества (англ. lossless), многоканальное кодирование объёмного звука и кодирование голоса.